# 王家福
王家福（1931年2月—2019年7月13日），男，汉族，生于四川南充，中华人民共和国法学家；中共党员，中国社会科学院学部委员、法学研究所原所长、研究员、博士生导师；曾任八届全国人大法律委员会委员、九届全国人大常务委员会委员，第三届、第四届中国法学会副会长、中国法学会学术委员会主任等职。2018年12月，获授“改革先锋”称号，获颁改革先锋奖章。
1931年（民国20年）2月，王家福生于四川南充，8岁时上了一年私塾，9岁到县城上小学；10岁时与母亲投奔在重庆做公司职员的父亲并在重庆完成了小学和中学课程。
1950年，王家福前往北京求学；1953年8月，王从北京政法学院法律系毕业；1955年，前往苏联列宁格勒大学深造。1959年6月，王家福归国被分配到中国社科院法学研究所工作。